# Abeliter
Abeliter (abelonier, abelianer, abeloniter), var en kristen (troligen gnostisk) sekt som levde på 300-talet i trakten av Hippo Regius i norra Afrika, omnämnd av Augustinus (i hans "De hæresibus"), men utdöd före hans tid. 
Den bestod av män och kvinnor, som för att inte föra arvsynden vidare i världen endast ingick andliga äktenskap. Därigenom ville de likna Adams son Abel, som de antog hade levat på sådant sätt, eftersom ingen avkomma tillskrivs honom i Bibeln. Orden uppehölls genom att barn upptogs och uppfostrades i dess grundsatser.

## Abelsorden
Abeliter kallades även ett ordenssällskap i Greifswald under 1700-talet (Abelsorden), vars medlemmar skulle efter Abels föredöme föra ett redbart liv.